# Stazione di Maniago
Stazione di Maniago vasútállomás Olaszországban, Maniago településen.

## Vasútvonalak
Az állomást az alábbi vasútvonalak érintik:
- Sacile-Pinzano-vasútvonal

## Kapcsolódó állomások
A vasútállomáshoz az alábbi állomások vannak a legközelebb:
- Stazione di Fanna-Cavasso
- Stazione di Montereale Valcellina